# 新日本総合空手道連合会 武神
NPO法人 新日本総合空手道連合会 武神（しんにほんそうごうからてどうれんごうかい ぶしん、英語: New Japan Putting Together Karate-do Federation）は、2001年に東海地区の空手道場が結集し設立した特定非営利活動法人（NPO法人）。

## 概要
2001年より、東海地区で最大規模を誇る空手大会「武神 KARATE ALL JAPAN CUP」を開催。現在では、東海地区はもとより、北は北海道から南は九州まで2,000名を越える選手が集まり、全国的にも類を見ない大会となった。
2022年現在、158団体（国内104団体・海外54団体）が加盟している。

## 開催大会
- 武神 KARATE ALL JAPAN CUP